# Dark River
Pour plus de détails, voir Fiche technique et Distribution.
Dark River est un thriller dramatique britannique écrit et réalisé par Clio Barnard, sorti en 2017.

## Synopsis
À la mort de leur père, Alice Bell et son frère Joe se disputent la ferme familiale située dans les landes du Yorkshire.

## Fiche technique
- Titre original et français : Dark River
- Réalisation et scénario : Clio Barnard
- Photographie : Adriano Goldman
- Montage : Luka Dunkley et Nick Fenton
- Musique : Harry Escott
- Production : Tracy O'Riordan
- Sociétés de production : Film4, Left Bank Pictures et Moonspun Films
- Société de distribution : Arrow Films
- Pays d'origine :  Royaume-Uni
- Langue originale : anglais
- Format : couleur - 35 mm
- Genre : thriller dramatique
- Durée : 89 minutes
- Dates de sortie :
  - Canada : 10 septembre 2017 (Festival international du film de Toronto)
  - Royaume-Uni : 7 octobre 2017
  - France : 11 juillet 2018

## Distribution
- Ruth Wilson : Alice Bell
  - Esme Creed-Miles : Alice, jeune
- Mark Stanley : Joe Bell
  - Aiden McCullough : Joe, jeune
- Sean Bean : Richard Bell
- Shane Attwooll : Tower
- Steve Garti : Jim
- Una McNulty : Susan Bell
- Jonah Russell : Pete
- Paul Roberson : Declan
- Joe Dempsie : David, l'équarrisseur

## Accueil

### Festival et sorties
Le film est présenté dans la sélection « Platform » au Festival international du film de Toronto.

### Critiques
En France, Allociné recense une moyenne des critiques presse de 2,7/5, et des critiques spectateurs à 3,2/5.
Pour Jérémie Couston de Télérama, « Dark River raconte avant tout le combat d'une sœur en quête de résilience et celui d'un frère torturé par la culpabilité ».
Pour Emily Barnett des Inrockuptibles, « Clio Barnard a choisi les splendides pâturages du Yorkshire pour asseoir son drame dont tous les curseurs esthétiques de carte postale ont été, hélas, poussés à fond : travellings interminables sur les paysages, folk mouillée… ».